# Fasa-Renault

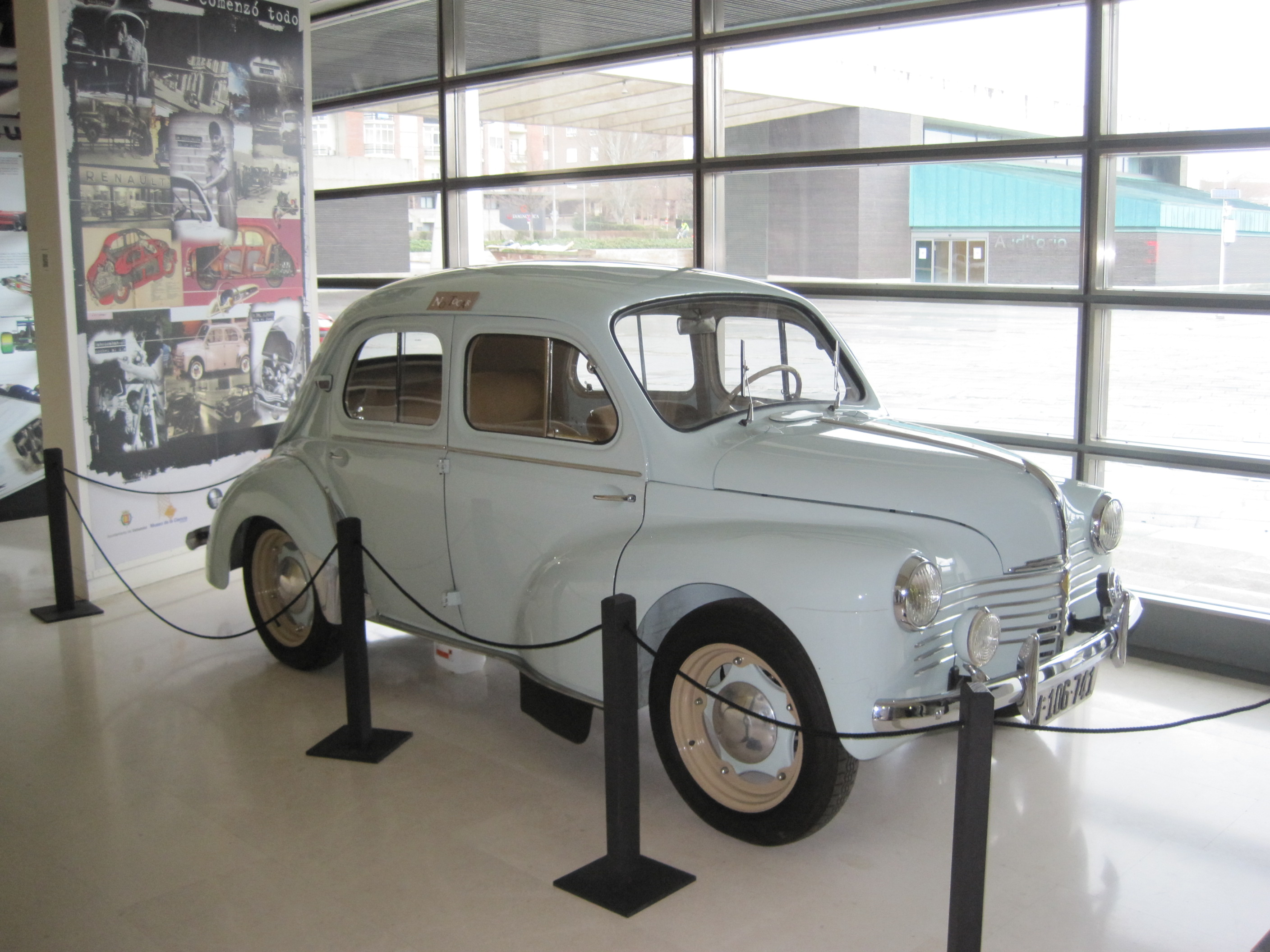
La première voiture Renault 4CV fabriquée par Fasa-Renault à l'usine de Valladolid. L'usine ouverte en 1951 a entraîné une forte croissance dans le domaine industriel.

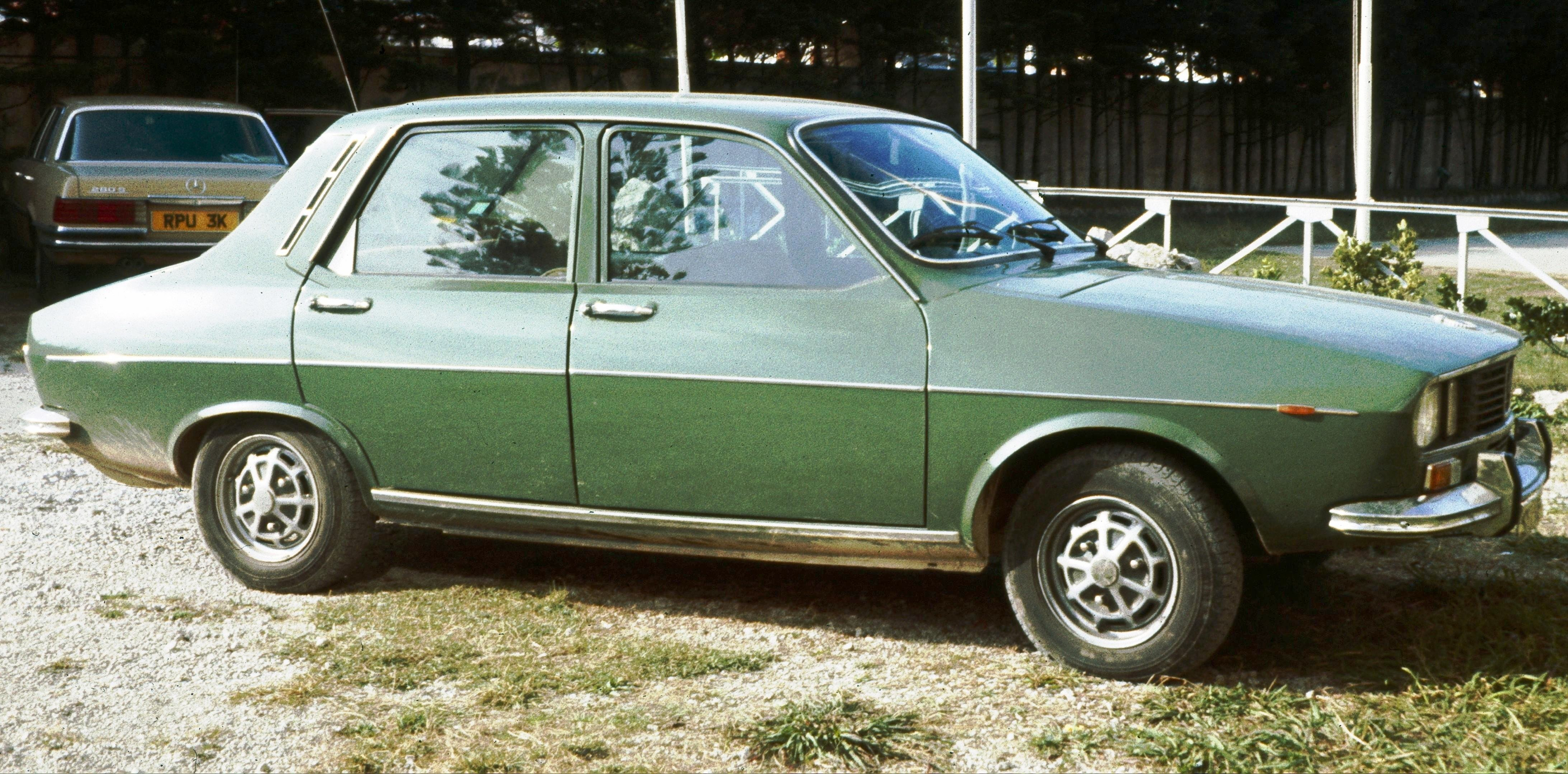
Fasa-Renault 12 S de 1972.

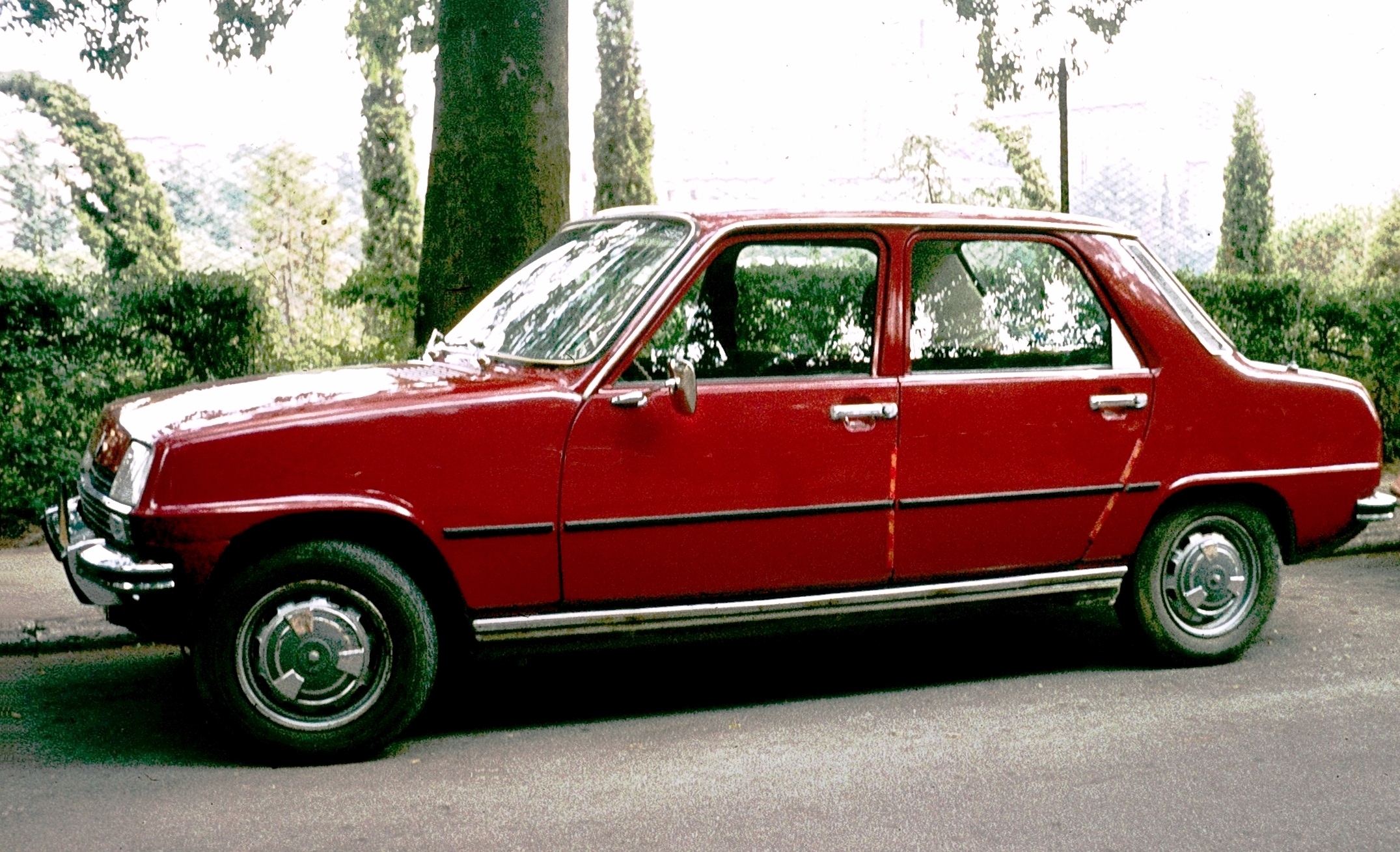
Fasa-Renault Siete.

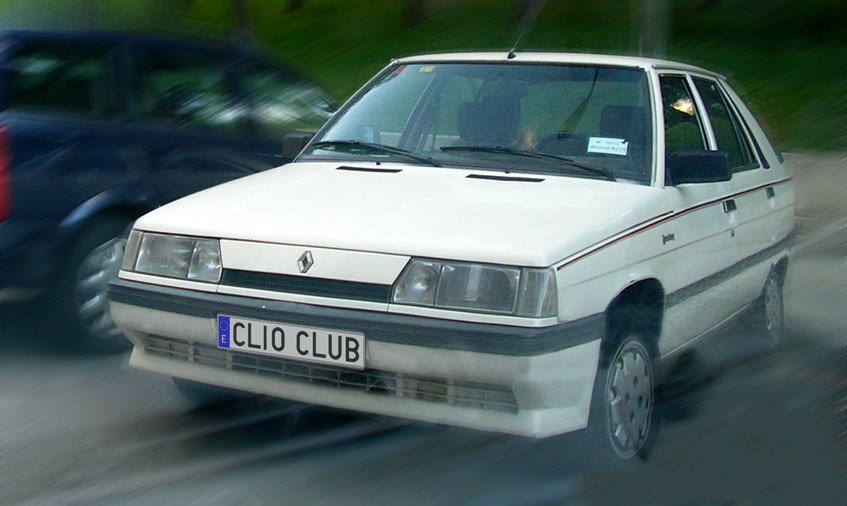
Renault 11 (1981-1989).

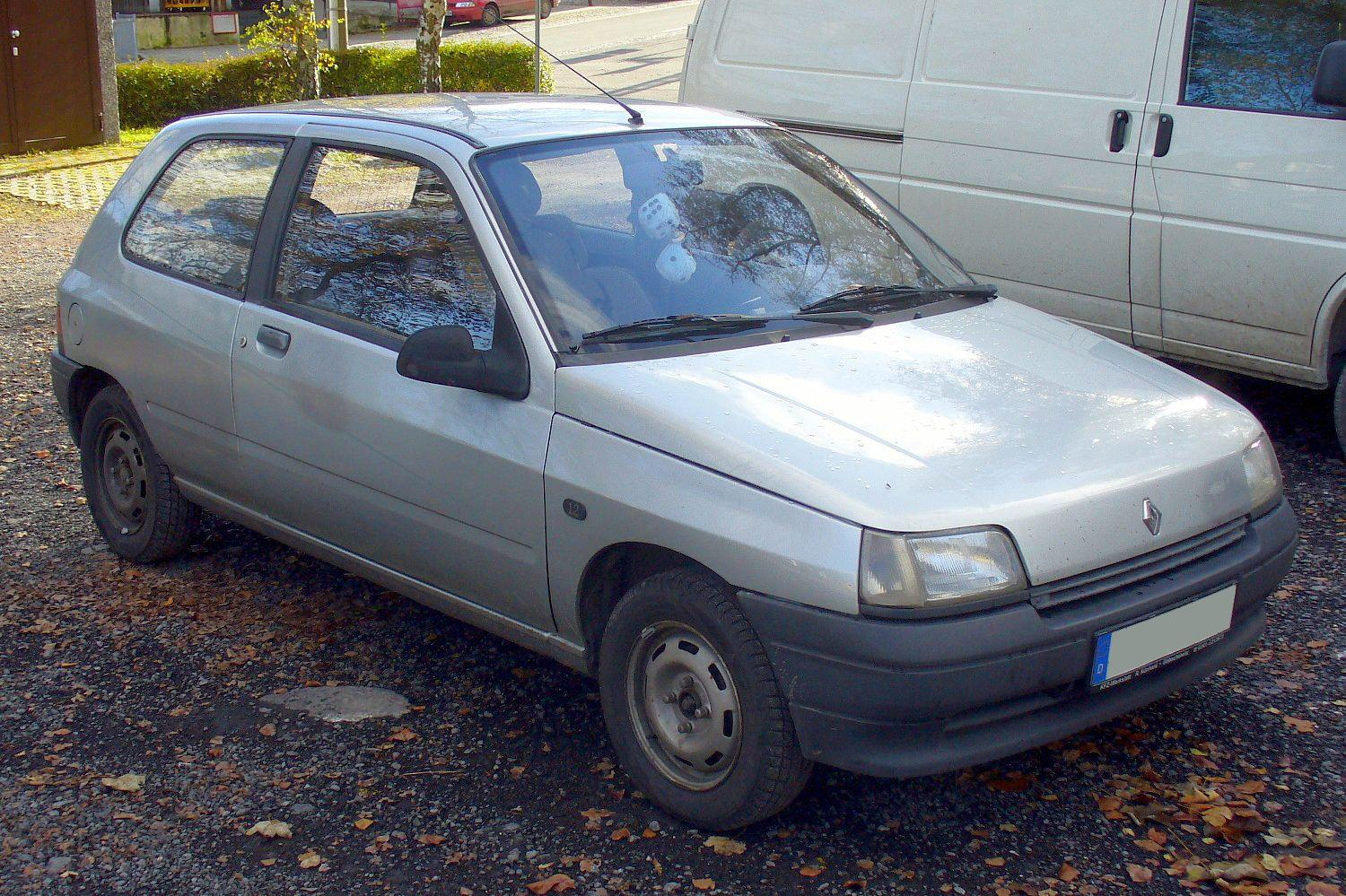
Renault Clio (1990-présent).

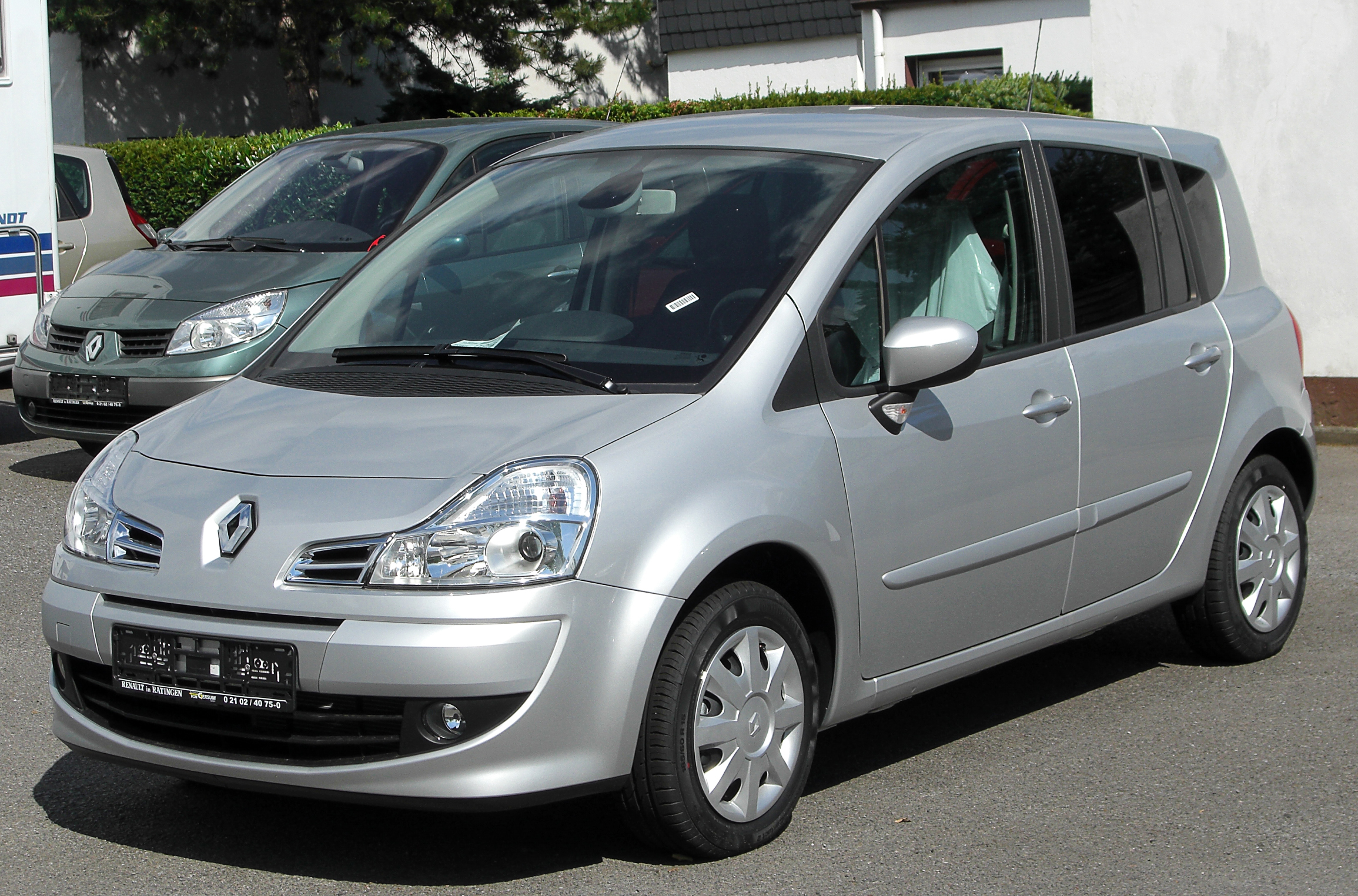
Renault Modus (2004-2012).

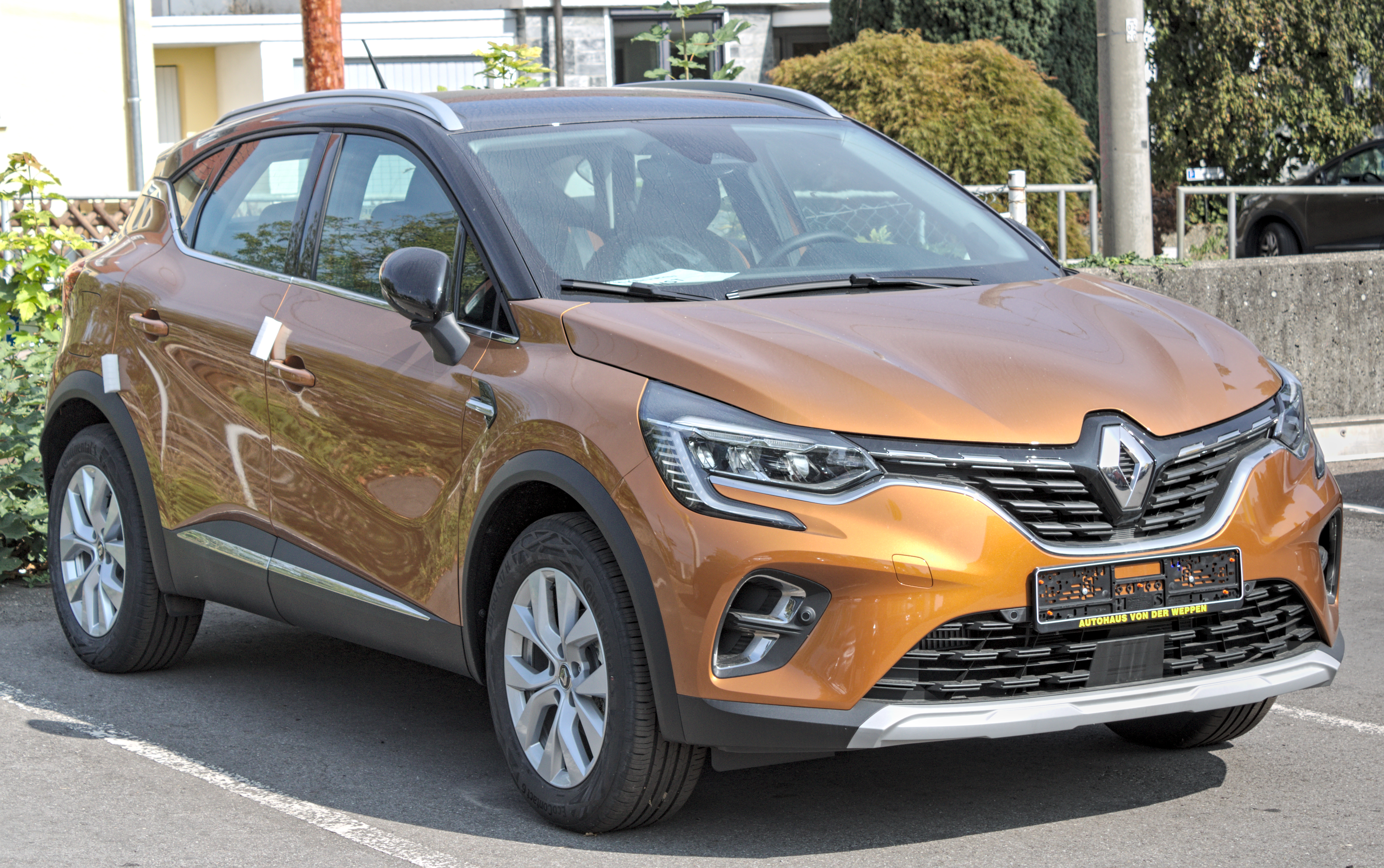
Renault Captur (2013-présent).

FASA-Renault est une filiale espagnole du constructeur automobile Renault. À l'origine, Fasa (Fabrication d'automobiles société anonyme) est une société à 85 % espagnole.
Sa première usine située à Valladolid fabrique des automobiles 4 CV à partir de 1953, Dauphine à partir de 1959 et R4 à partir de 1963.
En 1965, afin d'assurer la fabrication de la R8, la Régie Renault décide de participer à la société FASA, qui devient ainsi FASA-Renault. Elle rachète ISA, société de fabrication de boites de vitesses de Séville, construit une usine de moteurs à Valladolid, une deuxième usine de montage toujours à Valladolid (1972) et une troisième à Palencia (45 km de Valladolid).
L'usine de montage historique de Valladolid est fermée en 1990, mais avec les années, la société a dépassé Seat comme premier constructeur automobile espagnol, ce qui fait dire à certains que l'Espagne est le deuxième foyer de Renault. Jusqu'aux années 1980, FASA-Renault a fabriqué toutes les voitures du constructeur français sauf les Renault 15/17, 16 et 20. L'Alpine-Renault a été produite en petites quantités dans les années 1970.
En 1975, la gamme se compose ainsi :
- Renault 4 normale :
  - « Moteur Cléon-Fonte » 5 paliers 852 cm³ de 32 ch DIN. La calandre premier modèle est celle d'avant 1967.
- Renault 4 Super :
  - Correspond à la 4 Export française. Si la calandre est plus moderne que sur la 4 normale, les anciens pare-chocs à lames perdurent.
- Renault 5 950 : 
  - « Moteur Cléon-Fonte » 5 paliers 956 cm³ 44 ch DIN de la Renault 8. Roues à crevés rectangulaires.
- Renault 6 : (Produite jusqu'en 1986)
  - « Moteur Cléon-Fonte » 5 paliers 956 cm³ 44 ch DIN de la Renault 8.

- Renault Siete (Renault 7) : (de 1974 à 1982)
  - « Moteur Cléon-Fonte » 5 paliers 1 037 cm³ 50 ch DIN puis 1 088 cm³ 47 ch DIN.

.
- Renault 8 : (Produite jusqu'en 1977)
  - « Moteur Cléon-Fonte » 956 cm³ 40 ch DIN.
- Renault 8 S :
  - « Moteur Cléon-Fonte » 1 108 cm³ 56 ch DIN.
- Renault 12 berline ou familiar (break) et normale ou TL. (Produite jusqu'en 1982)
  - « Moteur Cléon-Fonte » 1 289 cm³ 57 ch DIN.

- Renault 12 S (berline).
  - « Moteur Cléon-Fonte » 1 289 cm³ 68 ch DIN à carburateur double corps. Projecteurs rectangulaires supplémentaires encastrés et roues de style Gordini.
- Alpine 1300 :
  - « Moteur Cléon-Fonte » 1 289 cm³ 70,5 ch DIN. Vitesse de pointe : 175 km/h.

À partir de 1988, l'usine de Valladolid ne fabrique plus de modèles spécifiques.